# Тім Екклстоун
Тімоті Джеймс Екклстоун (англ. Timothy James Ecclestone, 24 вересня 1947, Торонто — 2 березня 2024) — канадський хокеїст, що грав на позиції крайнього нападника.

## Ігрова кар'єра
Професійну хокейну кар'єру розпочав 1967 року.
1964 року був обраний на драфті НХЛ під 9-м загальним номером командою «Нью-Йорк Рейнджерс».
Протягом професійної клубної ігрової кар'єри, що тривала 12 років, захищав кольори команд «Сент-Луїс Блюз», «Детройт Ред-Вінгс», «Торонто Мейпл-Ліфс» та «Атланта Флеймс».
Загалом провів 692 матчі в НХЛ, включаючи 48 ігор плей-оф Кубка Стенлі.